# ولايات ميكرونيسيا المتحدة في الألعاب الأولمبية الصيفية 2016

علم ولايات ميكرونيسيا المتحدة.

نافست ولايات ميكرونيسيا المتحدة في دورة الألعاب الأولمبية الصيفية 2016 في ريو دي جانيرو، البرازيل، من 05-21 أغسطس 2016.